# Castella (Lot y Garona)
 Castella  es una población y comuna francesa, en la región de Aquitania, departamento de Lot y Garona, en el distrito de Agen y cantón de Laroque-Timbaut.

## Demografía
| 211 | 228 | 192 | 222 | 264 | 314 |
| Para los censos de 1962 a 1999 la población legal corresponde a la población sin duplicidades (Fuente: INSEE [Consultar]) |     |     |     |     |     |